# النمر الوردي 2
النمر الوردي 2 (بالإنجليزية: The Pink Panther 2)‏ هو فيلم حركة تم إنتاجه في فرنسا والولايات المتحدة وصدر في سنة 2009.

## القصة
تدور القصة حول سرقة أشياء ثمينة من متحف باريس فيتم استدعاء المفتش كلوزو ستيف مارتن مع عدة أشخاص ليكونوا فريق مفتش عن السارق.
يجد الفريق شخص يدعي بأنه هو الذي سرق الأشياء ليكتشفوا أن كل التحقيقات صحيحة على هذا الشخص ولكن المفتش كوزو لا يوافق الرأي.
بعد الأحتفال بوجود الأشياء الثمينة عدا الجوهرة الوردية يحقق المفتش كلوزو بمفرده ليكتشف أن السارق هو فرد من أفراد الفريق. فتقوم السارقة بتفجير الجوهرة الثمينة ولكن المفتش كلوزو كان محتفظ بالجوهرة الأصلية التي قام بتبديلها في يوم قبل حدوث السرقة لديه في المنزل.

## بطولة
- ستيف مارتن
- جان رينو
- ألفريد مولينا
- إيميلي مورتيمير
- آيشواريا راي

## الميزانية والإيرادات
بلغت تكلفة إنتاج الفيلم حوالي 70 مليون دولار بينما حقق أرباحا تقدر بـ 75,946,615 دولار.

## وصلات خارجية
- النمر الوردي 2 على موقع IMDb (الإنجليزية)
- النمر الوردي 2 على موقع ميتاكريتيك (الإنجليزية)
- النمر الوردي 2 على موقع روتن توميتوز (الإنجليزية)
- النمر الوردي 2 على موقع نتفليكس (الإنجليزية)
- النمر الوردي 2 على موقع قاعدة بيانات الأفلام العربية
- النمر الوردي 2 على موقع ألو سيني (الفرنسية)
- النمر الوردي 2 على موقع Turner Classic Movies (الإنجليزية)
- النمر الوردي 2 على موقع أول موفي (الإنجليزية)
- النمر الوردي 2 على موقع بوكس أوفيس موجو (الإنجليزية)
- النمر الوردي 2 على موقع فيلمافينيتي (الإسبانية)

1. ↑  وصلة مرجع: http://www.allocine.fr/film/fichefilm_gen_cfilm=119087.html. الوصول: 15 أبريل 2016.
2. ↑  وصلة مرجع: http://www.imdb.com/title/tt0838232/. الوصول: 15 أبريل 2016.
3. ↑  وصلة مرجع: http://stopklatka.pl/film/rozowa-pantera-2. الوصول: 15 أبريل 2016.